# Anti-Nazi League
L'Anti-Nazi League (ANL) va ser una organització creada el 1977 per iniciativa del Socialist Workers Party (SWP) amb el suport d'alguns sindicats i l'aval d'una llista de persones destacades per a oposar-se a l'ascens de grups d'extrema dreta al Regne Unit. Va dissoldre's el 1981 per a reaparèixer el 1992. El 2003 es va fusionar amb Unite Against Fascism.
En les dues darreres dècades del segle xx, l'ANL va promoure un cordó sanitari no només institucional sinó també social i al carrer, contra l'aleshores en creixent Partit Nacional Britànic (BNP), que va tenir un èxit notable, a fi de frenar-ne l'expansió i visualitzar el rebuig a les seves propostes.

## 1977–1982
En el seu primer període, 1977-1982, l'Anti-Nazi League va ser promoguda directament pel SWP. Molts sindicats s'hi van adherir com l'Indian Workers Association, així com també membres del Partit Laborista, inclosos diputats com Neil Kinnock. Segons l'historiador socialista Dave Renton, l'ANL era «un front unit ortodox» basat en una «estratègia unitària de la classe treballadora», tal com havia defensat el revolucionari soviètic Lev Trotski. Crítics amb l'ANL, com Anti-Fascist Action, defensen que la cooperació de l'ANL amb grups «burgesos» que treballen estretament amb l'estat, com la revista Searchlight i el Partit Laborista, anul·len aquesta descripció, convertint-la en un front popular clàssic.
La major part de les campanyes de propaganda de l'ANL dels anys 1970 van oposar-se a grups d'extrema dreta, afirmant que no eren només racistes sinó també feixistes, com el British National Front, l'organització dirigida per John Tyndall, el qual tenia una llarga història d'implicació amb grups obertament feixistes. L'ANL també va fer una campanya contra el British Movement, que era un grupuscle neonazi.
L'ANL va estar vinculada amb Rock Against Racism a la dècada de 1970, amb qui va organitzar dos carnavals multitudinaris el 1978 en què van participar grups musicals com The Clash, Stiff Little Fingers, Steel Pulse, Misty in Roots, X-Ray Spex i Tom Robinson, i als quals van assistir 80.000 i 100.000 persones.
Paral·lelament a l'ampli focus de «manifestacions i festival de música» de l'ANL, el 1977, l'SWP també va formar grups locals de combat, inicialment a Manchester i després a altres llocs, anomenats squads, per a protegir les activitats i els actes populars de l'ANL, així com per a enfrontar-se al carrer al British National Front sempre que fos necessari. Tot i que el lideratge de l'SWP va posar fi a aquest enfocament de l'antifeixisme de «doble via» (expulsant-ne els líders squadists a finals de 1981), es considera que l'ANL va demostrar una estratègia efectiva durant els primers anys de 1977 al 1979.

### Assassinat de Blair Peach
L'abril de 1979, un membre de l'ANL, Blair Peach, va ser assassinat després d'una manifestació al barri de Southall, a Ealing, contra un míting electoral del British National Front. La policia havia blindat la zona del voltant de l'ajuntament de Southall, i els manifestants que intentaven arribar-hi eren bloquejats. A la confrontació posterior, més de 40 persones (incloses 21 policies) van resultar ferides i 300 van ser arrestades. La policia va entomar una pluja de totxos i va qualificar els avalots com els més violents que havien presenciat mai a Londres. Blair Peach estava entre els manifestants. Durant un incident en un carrer lateral, a 100 metres de l'ajuntament, va resultar greument ferit després de ser copejat al cap, presumptament per una arma no autoritzada, per un membre del grup especial de la policia. Peach va acabar morint a l'hospital.
Cap agent de policia no va ser processat, tot i que una investigació policial interna, que va romandre sota secret durant 30 anys, va precisar que havia estat assassinat per un oficial de policia no identificat. Una escola primària de Southall duu el seu nom.

### Dissolució de l'ANL
L'any 1981, amb l'eclipsi del British National Front i el col·lapse del British Movement, es va acabar la primera etapa de l'Anti-Nazi League. Alguns membres de l'ANL van oposar-se a la desaparació de l'organització, inclosos alguns membres de l'SWP. Després d'haver estat expulsats de l'SWP, alguns d'ells van formar Red Action i altres van organitzar Anti-Fascist Action.

## 1992–2004
Al començament dels anys 1990, l'extrema dreta, i en particular el Partit Nacional Britànic (BNP) va ressorgir tant electoralment com pel que fa a atacs racials (de 4.383 el 1988 a 7.780 tres anys després). Anti-Fascist Action, l'organització antifeixista nacional més longeva establerta al Regne Unit en aquell moment, va organitzar esdeveniments multitudinaris l'octubre de 1991: un carnaval unitari a la zona d'East London que convocà 10.000 persones, i una marxa a través del barri de Bethnal Green de Tower Hamlets atraient 4.000 persones, estimulant així altres grups d'esquerres a crear organitzacions antiracistes i antifeixistes, inclosa l'Anti-Racist Alliance al novembre i el relleu de l'ANL dos mesos després.
Quan el British National Front i el BNP havien estat dirigits per John Tyndall, el seu historial d'implicació en grups obertament neonazis va fer molt més fàcil afirmar que el British National Front i el BNP eren de caràcter feixista. De la mateixa manera, les inclinacions de Tyndall per la violència i la incitació a l'odi racial proporcionaren motius perquè l'ANL assenyalés ambdues organitzacions com a racistes. Després de 1992, l'ANL i altres antifeixistes van argumentar que el BNP seguia essent un partit neonazi independentment del fet que, sota el lideratge de Nick Griffin, va adoptar el que l'ANL va descriure com a «estratègia dual» consistent en aconseguir la simpatia dels mitjans de comunicació alhora que conservant membres feixistes declarats. Aquesta consideració era contrarestada pels membres del BNP que afirmaven que el seu partit era cada cop de tendència més democràtica. Una investigació del diari The Guardian (22 de desembre de 2006) va confirmar la visió de l'ANL: que el BNP segueix essent un partit feixista.
El 1993, l'ANL va organitzar una concentració, a la qual van assistir 15.000 persones, a la llibreria del BNP a Welling, arran de l'assassinat d'un adolescent negre, Stephen Lawrence, a la qual van assistir la mare de Stephen, Doreen Lawrence.
Des de 2002, l'ANL va treballar amb Love Music Hate Racism. El 2004, l'ANL es va afiliar a l'Assemblea Nacional contra el Racisme per rellançar-se com a Unite Against Fascism. El portaveu nacional de l'ANL en el moment de la creació d'Unite Against Fascism era Weyman Bennett, membre del Comitè Central del SWP, com també n'era Julie Waterson, la seva anterior portaveu nacional.

## 2018
L'agost de 2018, el polític John McDonnell va demanar el renaixement d'una «campanya cultural i política com la de l'ANL» després d'uns incidents racistes protagonitzats per l'extrema dreta, inclosos atacs feixistes a una llibreria socialista per part de membres del Partit de la Independència del Regne Unit (UKIP) i una manifestació de caràcter islamofòb a favor de Tommy Robinson. Aquesta crida a l'acció «benvinguda i oportuna» es va enfortir en una carta The Guardian signada pels fundadors de l'ANL, que incloïa l'exministre de Treball Peter Hain, l'activista polític Paul Holborow i músics vinculats a Rock Against Racism.